# Rattus salocco
Rattus salocco  (Tate & Archbold, 1935) è un roditore della famiglia dei Muridi endemico di Sulawesi.

## Descrizione

### Dimensioni
Roditore di medie dimensioni, con la lunghezza della testa e del corpo tra 209 e 211 mm, la lunghezza della coda tra 258 e 265 mm, la lunghezza del piede tra 38 e 41 mm e la lunghezza delle orecchie tra 23 e 25 mm.

### Aspetto
Le parti superiori sono bruno-grigiastre, con la punta dei peli marrone, mentre le parti ventrali sono bianco-giallastre, con dei riflessi giallastri sul collo. Le orecchie sono relativamente piccole. Le zampe sono ricoperte di piccoli peli bianchi, con delle striature scure sui metatarsi. La coda è più lunga della testa e del corpo e con l'estremità bianca. Le femmine hanno 2 paia di mammelle pettorali e 2 paia inguinali.

## Biologia

### Comportamento
È una specie terricola.

## Distribuzione e habitat
Questa specie è conosciuta soltanto in due località della penisola sud-orientale di Sulawesi.
Vive nelle foreste montane tra 300 e 1.500 metri di altitudine.

## Conservazione
La IUCN Red List, considerata la mancanza di informazioni recenti sull'effettiva estensione del proprio areale e sullo stato della popolazione, classifica R.salocco come specie con dati insufficienti (DD).